# Levenså
Levenså (tysk: Levensau), var en å i det nordlige Tyskland, beliggende i den østlige del af Slesvig-Holsten i landskabet Jernved (Dänischwohld) nord for Kiel. I dag eksisterer kun den inderste del af Levenså som en mindre bæk, der munder ud i Kielerkanalen. 
Levenså var, sammen med Ejderen og en kort landegrænse på 2-3 km mellem de to vandløb, fra 811 grænsen mellem det danske og det tyske rige og senere mellem hertugdømmerne Slesvig og Holsten. Navnet er første gang dokumenteret i kong Valdemars tid 1225 ved siden af Ejderen som Danmarks sydgrænse. Navnets første led henføres til et personnavn, som er afledt af oldsaksisk lêva (≈efterladenskab, rest), måske oldhøjtysk lewo (≈løve) eller germansk waldaz (≈den herskende) . Fra 1784 indgik størstedelen af Levenså i Ejderkanalen, der senere blev til Kielerkanalen. Tidligere var udløbet ved Holtenå (Holtenau) lige nord for Kiel, hvor kanalindløbet er i dag. I årene 1482 til 1626 holdtes landdagen ved Levensåen og dermed ved grænsen mellem hertugdømmerne. Åen var mellem 8 og 10 fod dyb og 8 til 15 fod bred. I Knop og Holtenå fandtes broer over åen og en sluse for at kunne regulere åens vandstand.